# Cirolana diminuta
Cirolana diminuta là một loài chân đều trong họ Cirolanidae. Loài này được Menzies miêu tả khoa học năm 1962.